# 밤을 걷는 고양이
밤을 걷는 고양이(일본어: 夜廻り猫, Yomawari Neko)는 후카야 카오루가 쓰고 그린 일본 만화 시리즈이다. 원래 2015년 10월 작가의 트위터 계정에 출판된 이 시리즈는 2016년 6월 첫 번째 단행본을 출판한 엔터브레인에 처음 인수되었고, 나중에 이 책을 다시 출판하고 출판을 계속한 고단샤에 의해 인수되었다. 2023년 11월 기준 이 시리즈는 10권으로 집결되었다. 쇼가쿠칸 뮤직 앤드 디지털 엔터테인먼트(Shogakukan Music & Digital Entertainment)가 2023년 3월에 방영한 애니메이션 TV 시리즈이다.
제21회 데즈카 오사무 문화상 단편 소설상을 수상했다.

## 등장 인물
- 엔도 헤이조(遠藤平蔵): 야마다 타카유키
- 주로(重郎): 타네자키 아츠미